# Olympische Sommerspiele 1992/Teilnehmer (Paraguay)
| Gelbes Symbol für Goldmedaillen mit stilisierten Olympischen Ringen | Graues Symbol für Silbermedaillen mit stilisierten Olympischen Ringen | Braundes Symbol für Bronzemedaillen mit stilisierten Olympischen Ringen |
| ------------------------------------------------------------------- | --------------------------------------------------------------------- | ----------------------------------------------------------------------- |
| —                                                                   | —                                                                     | —                                                                       |

Paraguay nahm an den Olympischen Sommerspielen 1992 in Barcelona mit einer Delegation von 27 Athleten (24 Männer und drei Frauen) an zwölf Wettkämpfen in sechs Sportarten teil. Es konnten dabei keine Medaillen gewonnen werden.

## Teilnehmer nach Sportarten

### Fechten
Männer
- José Marcelo Álvarez
Florett, Einzel: 56. Platz
Degen, Einzel: 66. Platz

- Enzo da Ponte
Florett, Einzel: 54. Platz
Degen, Einzel: 68. Platz

### Fußball
Männer
- Viertelfinale

- Kader
  - Tor

1 Rubén Ruiz Díaz
12 César Velázquez
  - Abwehr

3 Osvaldo Peralta
4 Juan Ramón Jara
5 Celso Ayala
6 Carlos Gamarra
9 Arsenio Benítez
13 Juan Marecos
14 Ricardo Sanabria
16 Francisco Arce
  - Mittelfeld

2 Andrés Duarte
8 Hugo Sosa
15 Guido Alvarenga
17 Héctor Sosa
18 Harles Bourdier
  - Sturm

7 Francisco Ferreira
10 Gustavo Neffa
11 Julio César Yegros
19 Mauro Caballero
20 Jorge Luis Campos

### Judo
Männer
- Vicente Céspedes
Halbleichtgewicht: 36. Platz

### Leichtathletik
| Männer - Ramón Jiménez-Gaona Diskuswurf: 16. Platz in der Qualifikation - Nery Kennedy Speerwurf: 30. Platz in der Qualifikation | Frauen - Natalia Toledo Weitsprung: 27. Platz in der Qualifikation |

### Schwimmen
Männer
- Alan Espínola
100 Meter Rücken: 47. Platz
200 Meter Rücken: 39. Platz

- Marcos Prono
100 Meter Schmetterling: 64. Platz
200 Meter Schmetterling: 42. Platz

### Tennis
Frauen
- Rossana de los Ríos & Larissa Schaerer
Doppel: 1. Runde